# Yakutopus xerophilus
Yakutopus xerophilus là một loài nhện trong họ Linyphiidae.
Loài này thuộc chi Yakutopus. Yakutopus xerophilus được Kirill Yuryevich Eskov miêu tả năm 1990.